# Alessandro Guarini
Pour les articles homonymes, voir Guarini.
Alessandro Battista Guarini, né à Ferrare en 1563 où il est mort en août 1636, est un écrivain, juriste et diplomate italien.

## Biographie
Fils de Giovanni Battista Guarini, attaché comme son père au service du duc de Ferrare, on lui doit une comédie en 3 actes, La Bradamante gelosa (1616), l'Apologia di Cesare (1638) ainsi qu'Il Farnetico savio (1641), un dialogue sur la prétendue folie du Tasse.